# Aktienrecht
Aktiengesetz oder Aktienrecht ist die Bezeichnung für Gesetze, die das Konstrukt der Aktiengesellschaft sowie den Umgang mit ausgegebenen Aktienanteilen definieren und regeln. Dazu gehören:
- Aktiengesetz (Deutschland)
- Aktiengesetz (Österreich)
- Aktiengesetz (Vereinigte Staaten)

Das Aktienrecht ist in einigen Ländern in anderen Gesetzen geregelt:
- Companies Act 2006 des Vereinigten Königreichs
- Handelsgesetz (Frankreich)
- Handelsgesetz (Luxemburg)
- Obligationenrecht (Schweiz)

Siehe auch
- Handelsgesetzbuch (Begriffsklärung)